# Cape Town Spurs
Cape Town Spurs este un club de fotbal profesionist din Cape Town, Africa de Sud, care în prezent evoluează în liga a doua numită National First Division (NFD), este a doua cea mai importantă ligă a cluburilor de fotbal din Africa de Sud după Premier Soccer League (PSL).

## Palmares
| Campionatul Național                                                                 |
| - Premier Soccer League (1) : - Campioni : 1995. - Locul 2 : 1994, 2004, 2008, 2011. |

| Cupele Naționale                                                                  |                                                                    |                                                                          |
| - Cupa Africii de Sud (2) : - Câștigători : 1995, 2007. - Finalistă : 2003, 2015. | - Cupa MTN 8 (1) : - Câștigători : 2015. - Finalistă : 2000, 2009. | - Cupa Ligii (2) : - Câștigători : 2000, 2008. - Finalistă : 2006, 2009. |

## Cupe
Performanțe obținute de Cape Town Spurs în cupele naționale ale Africii de Sud.
| 1995 | Ajax Cape Town | 3 - 2 | Pretoria City |
| 2003 | Ajax Cape Town | 0 - 2 | Engen Santos  |
| 2007 | Ajax Cape Town | 2 - 0 | Mamelodi      |
| 2015 | Ajax Cape Town | 0 - 0 | Mamelodi      |

| 2000 | Ajax Cape Town | 1 - 2 | Orlando       |
| 2009 | Ajax Cape Town | 0 - 6 | Golden Arrows |
| 2015 | Ajax Cape Town | 1 - 0 | Kaizer Chiefs |

| 2000 | Ajax Cape Town | 4 - 1 | Orlando        |
| 2006 | Ajax Cape Town | 1 - 3 | Platinum Stars |
| 2008 | Ajax Cape Town | 2 - 1 | Orlando        |
| 2009 | Ajax Cape Town | 1 - 2 | Kaizer Chiefs  |